# Faces (Mt. Helium)
Faces è il secondo album in studio del gruppo musicale statunitense Mt. Helium, pubblicato nel 2008.

## Tracce
1. Crzy Juce – 5:18
2. Pins – 3:25
3. LED Umbrella – 4:28
4. Cornflakes – 4:54
5. Fast Break – 3:05
6. Where – 6:27
7. Remind – 2:47
8. Landslide (7th Introduction) – 1:49
9. Joy Peninsula – 3:33
10. Keep – 3:01
11. Get to Work – 5:44

## Formazione
- Art Karamian — voce, chitarra
- Dave Hakopyan — basso
- Sammy J. Watson — batteria